# Răzvan Sabău
Răzvan Sabău (* 18. Juni 1977 in Bukarest) ist ein ehemaliger rumänischer Tennisspieler.

## Karriere
Sabău gewann in seiner Laufbahn vier Turniere der ATP Challenger Tour im Einzel: 1996 in Budapest, 2004 in Homestead, 2005 erneut in Budapest sowie im selben Jahr in Košice. Seine höchste Weltranglistenposition erreichte er im Jahr 2005 mit Rang 74. Auf der niedriger dotierten ITF Future Tour konnte er fünf Einzeltitel erringen. Bei drei Grand-Slam-Turnieren erreichte er je einmal die Hauptrunde und bei den French Open zweimal. Dabei schied er jeweils in der ersten Runde aus. In der Doppelkonkurrenz war sein bestes Resultat das Erreichen von zwei Finals der Challenger-Serie – in Grenoble 2004 und in Rom 2005 – die er beide mit seinem jeweiligen Doppelpartner verlor.
Seine Karrierebilanz im Einzel beträgt 21:53 auf der ATP Tour. Sein letztes Match dort spielte er 2006. Im Spätherbst seiner Karriere spielte er hauptsächlich unterklassige Turniere und viele davon in seinem Heimatland. Seine Karrierebilanz im Einzel auf der Challenger Tour beträgt 193:201 und 177:98 auf der Future Tour.
In insgesamt elf Begegnungen spielte er für die rumänische Davis-Cup-Mannschaft, für die er eine Bilanz von 8:11 hat.

## Erfolge
| Legende                       |
| Grand Slam                    |
| Tennis Masters Cup            |
| ATP Masters Series            |
| ATP International Series Gold |
| ATP International Series      |
| ATP Challenger Series (4)     |

### Einzel

#### Turniersiege
| Nr. | Datum              | Turnier      | Belag     | Finalgegner          | Ergebnis      |
| --- | ------------------ | ------------ | --------- | -------------------- | ------------- |
| 1.  | 15. September 1996 | Budapest (1) | Sand      | Attila Sávolt        | 6:2, 6:2      |
| 2.  | 7. November 2004   | Homestead    | Hartplatz | Wesley Moodie        | 5:7, 6:2, 7:5 |
| 3.  | 22. Mai 2005       | Budapest (2) | Sand      | Jean-Claude Scherrer | 1:6, 7:6, 6:3 |
| 4.  | 12. Juni 2005      | Košice       | Sand      | Adam Chadaj          | 6:1, 6:2      |